# Winnipeg Challenger 2017

El torneo Winnipeg Challenger 2017 fue un torneo profesional de tenis. Perteneció al ATP Challenger Series 2017. Se disputó en su 2ª edición sobre superficie dura, en Winnipeg, Canadá entre el 11 al el 16 de julio de 2017.

## Jugadores participantes del cuadro de individuales
| Favorito | País                 | Jugador           | Rank1 | Posición en el torneo |
| -------- | -------------------- | ----------------- | ----- | --------------------- |
| 1        | Bandera de Eslovenia | Blaž Kavčič       | 110   | CAMPEÓN               |
| 2        | Bandera de Canadá    | Peter Polansky    | 127   | FINAL                 |
| 3        | Bandera de Japón     | Tatsuma Ito       | 181   | Primera ronda         |
| 4        | Bandera de Japón     | Yasutaka Uchiyama | 186   | Semifinales           |
| 5        | Bandera de Japón     | Hiroki Moriya     | 187   | Primera ronda         |
| 6        | Bandera de Canadá    | Steven Diez       | 225   | Primera ronda         |
| 7        | Bandera de Canadá    | Brayden Schnur    | 233   | Cuartos de final      |
| 8        | Bandera de Eslovenia | Blaž Rola         | 245   | Segunda ronda         |

- 1 Se ha tomado en cuenta el ranking del 3 de julio de 2017.

### Otros participantes
Los siguientes jugadores recibieron una invitación (wild card), por lo tanto ingresan directamente al cuadro principal (WC):
- Hugo Di Feo
- Jack Mingjie Lin
- Samuel Monette
- Nicaise Muamba

Los siguientes jugadores ingresan al cuadro principal tras disputar el cuadro clasificatorio (Q):
- Luke Bambridge
- Luis David Martínez
- Alex Rybakov
- Ronnie Schneider

## Campeones

### Individual Masculino
- Blaž Kavčič derrotó en la final a  Peter Polansky, 7–5, 3–6, 7–5

### Dobles Masculino
- Luke Bambridge /  David O'Hare derrotaron en la final a  Yusuke Takahashi /  Renta Tokuda, 6–2, 6–2